# Лещадність

Так званий «кубовидний щебінь», лещадність якого становить близько 10-15 %.

Ле́щадність (від рос. лещадь — «плоский камінь») — властивість грудкового матеріалу, зокрема, важлива властивість щебеню, яка характеризує форму зерен. Виражається у відсотках вмісту зерен пластинчастої та голчастої форми в загальній масі щебеню. Найбільш якісним є так званий кубовидний щебінь, лещадність якого становить близько 10-15 %. Міцність кубовидного щебеню вища порівняно зі звичайними видами щебеню — лещатим та змішаним.
За значенням показника лещадності щебінь відносять до однієї з п'яти груп за ГОСТ 8267-93 [Архівовано 13 лютого 2022 у Wayback Machine.] в редакції № 3 від 24.04.2002 р. (по спадаючій лещадності; в дужках вказаний відсоток пластинчатих зерен в загальній масі щебеню): 
I група — «кубовидний» щебінь до 10 % включно;
II група — «поліпшена» від 10 % до 15 % включно;
III група — «звичайна» від 15 % до 25 % включно;
IV група — «звичайна» від 25 % до 35 % включно;
V група — «звичайна» від 35 % до 50 % включно;

## Переваги застосування матеріалів з незначною лещадністю
Застосування нелещадного (кубовидного) щебеню збільшує показник довговічності бетонних конструкцій та асфальтобетонних покриттів у 2–3 рази. При цьому зменшуються витрати щебеню, бітуму та цементу, зростає довговічність та морозостійкість дорожнього покриття. При укладанні асфальтобетонного покриття використання кубовидного щебеню знижує тривалість робіт і працезатрати майже на 70 %.
Низька лещадність гранітного щебеню показує, що форма окремих шматків граніту ближче до кубовидної форми зерен; такий матеріал більше цінується, так як є більш якісним. Кубовидний гранітний щебінь щільніше утрамбовується при виробництві бетону з мінімальною відстанню між зернами, що значно економить заповнювач.